# 齿唇马先蒿
齿唇马先蒿（学名：Pedicularis odontochila）是列当科马先蒿属的植物，是中国的特有植物。分布于中国大陆的陕西等地，目前尚未由人工引种栽培。